# Julián Speroni
Julián María Speroni (* 18. Mai 1979 in Buenos Aires) ist ein argentinischer Fußballtorhüter, der von 2004 bis 2019 bei Crystal Palace unter Vertrag stand.

## Karriere

### FC Dundee
Speroni begann seine Karriere bei Club Atlético Platense, in seiner argentinischen Heimat. Nach nur einem Jahr als Profi zog es ihn bereits nach Europa, wo er einen Vertrag beim schottischen Verein FC Dundee unterzeichnete. In Dundee wurde er zum Publikumsliebling und Kultfigur, was besonders auf seine Unbekümmertheit auf dem Rasen zurückzuführen ist.

### Crystal Palace
Als Dundee im Jahr 2004 in finanzielle Schwierigkeiten geriet, wurde Speroni für 500.000 Pfund an Crystal Palace verkauft. In seiner ersten Premier-League-Saison startete er als erster Torwart und stand in den ersten sechs Spielen jeweils in der Startelf. Nach einigen schlechten Leistungen wurde er allerdings vom Ungarn Gábor Király auf die Bank verdrängt. Gegen Ende der Saison 2006/2007 etablierte er sich als erste Wahl im Tor und erhielt einen neuen 3-Jahres-Vertrag bei Palace. Außerdem erhielt er in dieser Saison den Spieler des Jahres-Preis von den Crystal Palace-Anhängern. In der Saison 2009/10 verfiel Crystal Palace in große finanzielle Schwierigkeiten und bekam deshalb zehn Punkte abgezogen. Das Überleben des Vereins wurde erst am letzten Tag der Saison gesichert. Für seine Rolle in dieser Spielzeit erhielt Speroni erneut den Preis Spieler des Jahres und wurde so zum ersten Spieler der in drei aufeinander folgenden Jahren ausgezeichnet wurde.
Am 10. Dezember 2010 verlängerte er seinen Vertrag um weitere 3½ Jahre. Insgesamt verbrachte er 15 Jahre bei „Palace“, bevor sein Engagement nach insgesamt 405 Pflichtspieleinsätzen für den Klub nach Ablauf der Saison 2018/19 endete.

### Nationalmannschaft
Im November 1998 wurde Speroni in den Kader für ein Freundschaftsspiel gegen die U-20 Japans in Tokio nominiert. Im Dezember 1998 wurde er in den Pre-Selection-Kader für die südamerikanische U-20-Meisterschaft 1999 benannt. Der Trainer José Pekerman berief ihn letztendlich nicht in den endgültigen Kader.

## Persönliches
Speroni wuchs mit seinen Eltern und seinem jüngeren Bruder in Buenos Aires auf. Er ist verheiratet und hat einen Sohn.
Aufgrund der Herkunft seines Großvaters besitzt er auch einen italienischen Pass.
Speroni besitzt in Purley sein eigenes Restaurant namens Speroni’s, das unter den Crystal-Palace-Fans sehr beliebt ist.